# Indrayani
Indrayani es un pueblo ubicado en el distrito de Katmandú, provincia de Bagmati, Nepal.

## Superficie
Cuenta con una superficie de 2,765 kilómetros cuadrados.

## Demografía
Datos hasta 2015
- Población: 9005 habitantes.[1]
- Densidad de población: 3,256 habitantes por kilómetro cuadrado.[1]
- Población masculina: 4429 (49,2%).[1]
- Población femenina: 4576 (50,8%).[1]